# لوئیس خ. بارئیرو
لوئیس خ. بارِئیرو (اسپانیایی: Luis G. Barreiro‎؛ ۳۱ اوت ۱۸۸۶ – ۲۴ مه ۱۹۴۷) بازیگر اهل مکزیک بود.
از فیلم‌ها یا مجموعه‌های تلویزیونی که وی در آن‌ها نقش داشته است، می‌توان به میشل استروگف اشاره نمود.